# Varangyfélék
A varangyfélék  (Bufonidae) a kétéltűek (Amphibia) osztályába és  a békák (Anura) rendjébe tartozó  család.

 35 nem és  463 faj tartozik a családba.

## Rendszerezés
- Adenomus (Cope, 1861) – 3 faj
- Altiphrynoides (Dubois, 1987) – 2 faj
- Amazophrynella Fouquet, Recoder, Teixeira, Cassimiro, Amaro, Camacho, Damasceno, Carnaval, Moritz, Rodrigues, 2012 – 4 faj
- Amietophrynus Frost, Grant, Faivovich, Bain, Haas, Haddad, de Sá, Channing, Wilkinson, Donnellan, Raxworthy, Campbell, Blotto, Moler, Drewes, Nussbaum, Lynch, Green, Wheeler, 2006 – 40 faj
- Anaxyrus Tschudi, 1845 – 22 faj
- Ansonia (Stolička, 1870)  – 23 faj
- Atelopus (Duméril & Bibron, 1841) – 77 faj
- Barbarophryne Beukema, de Pous, Donaire-Barroso, Bogaerts, Garcia-Porta, Escoriza, Arribas, El Mouden, Carranza, 2013 – 1 faj
- Bufo (Laurenti, 1768) – 254 faj
- Bufoides (Pillai & Yazdani, 1973)
- Bufotes Rafinesque, 1814 – 14 faj
- Capensibufo (Grandison, 1980) – 2 faj
- Churamiti (Channing & Stanley, 2002) – 1 faj
- Dendrophryniscus (Jiménez de la Espada, 1871) - 7 faj
- Didynamipus (Andersson, 1903) – 1 faj
- Duttaphrynus Frost, Grant, Faivovich, Bain, Haas, Haddad, de Sá, Channing, Wilkinson, Donnellan, Raxworthy, Campbell, Blotto, Moler, Drewes, Nussbaum, Lynch, Green, Wheeler, 2006 – 30 faj
- Epidalea Cope, 1864 - 1 faj
- Frostius (Cannatella, 1986) – 2 faj
- Ghatophryne Biju, Van Bocxlaer, Giri, Loader, Bossuyt, 2009 – 2 faj
- Incilius Cope, 1863 – 40 faj
- Ingerophrynus Frost, Grant, Faivovich, Bain, Haas, Haddad, de Sá, Channing, Wilkinson, Donnellan, Raxworthy, Campbell, Blotto, Moler, Drewes, Nussbaum, Lynch, Green, Wheeler, 2006 – 12 faj
- Laurentophryne (Tihen, 1960) – 1 faj
- Leptophryne (Fitzinger, 1843) – 2 faj
- Melanophryniscus (Gallardo, 1961) – 27 faj
- Mertensophryne (Tihen, 1960) – 14 faj
- Metaphryniscus (Señaris, Ayarzagüena & Gorzula, 1994) – 1 faj
- Nannophryne Günther, 1870 – 4 faj
- Nectophryne (Buchholz & Peters in Peters, 1875) – 2 faj
- Nectophrynoides (Noble, 1926) – 6 faj
- Nimbaphrynoides (Dubois, 1987) – 2 faj
- Oreophrynella (Boulenger, 1895) – 6 faj
- Osornophryne (Ruiz-Carranza & Hernández-Camacho, 1976) – 6 faj
- Parapelophryne (Fei, Ye & Jiang, 2003) – 1 faj
- Pedostibes (Günther, 1876) – 6 faj
- Pelophryne (Barbour, 1938) – 9 faj
- Peltophryne Fitzinger, 1843 – 12 faj
- Phrynoidis Fitzinger, 1842 – 2 faj
- Poyntonophrynus  Frost, Grant, Faivovich, Bain, Haas, Haddad, de Sá, Channing, Wilkinson, Donnellan, Raxworthy, Campbell, Blotto, Moler, Drewes, Nussbaum, Lynch, Green, Wheeler, 2006 – 10 faj
- Pseudobufo (Tschudi, 1838) – 1 faj
- Rentapia Chan, Grismer, Zachariah, Brown & Abraham, 2016
- Rhaebo Cope, 1862 – 10 faj
- Rhinella Fitzinger, 1826 – 87 faj
- Sabahphrynus Matsui, Yambun, Sudin, 2007 – 1 faj
- Schismaderma (Smith, 1849) – 1 faj
- Sclerophrys Tschudi, 1838
- Sigalegalephrynus Smart, Sarker, Arifin, Harvey, Sidik, Hamidy, Kurniawan, and Smith, 2017 (2 faj)
- Strauchbufo Fei, Ye, and Jiang, 2012,
- Truebella (Graybeal & Cannatella, 1995) – 2 faj
- Vandijkophrynus  Frost, Grant, Faivovich, Bain, Haas, Haddad, de Sá, Channing, Wilkinson, Donnellan, Raxworthy, Campbell, Blotto, Moler, Drewes, Nussbaum, Lynch, Green, Wheeler, 2006 – 5 faj
- Werneria (Poche, 1903) – 4 faj
- Wolterstorffina (Mertens, 1939) – 3 faj
- Xanthophryne Biju, Van Bocxlaer, Giri, Loader, Bossuyt, 2009 – 2 faj

## Galéria

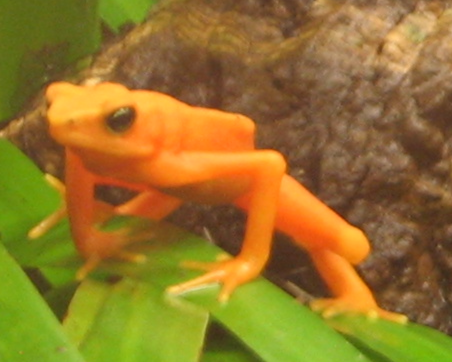
Atelopus varius
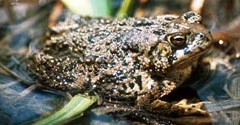
Anaxyrus baxteri
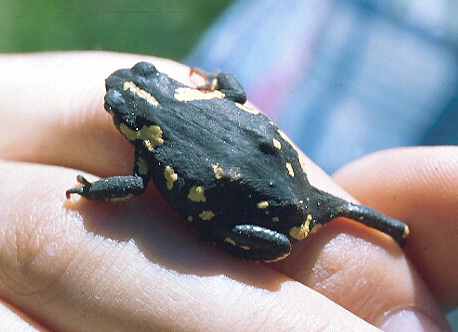
Melanophryniscus stelzneri
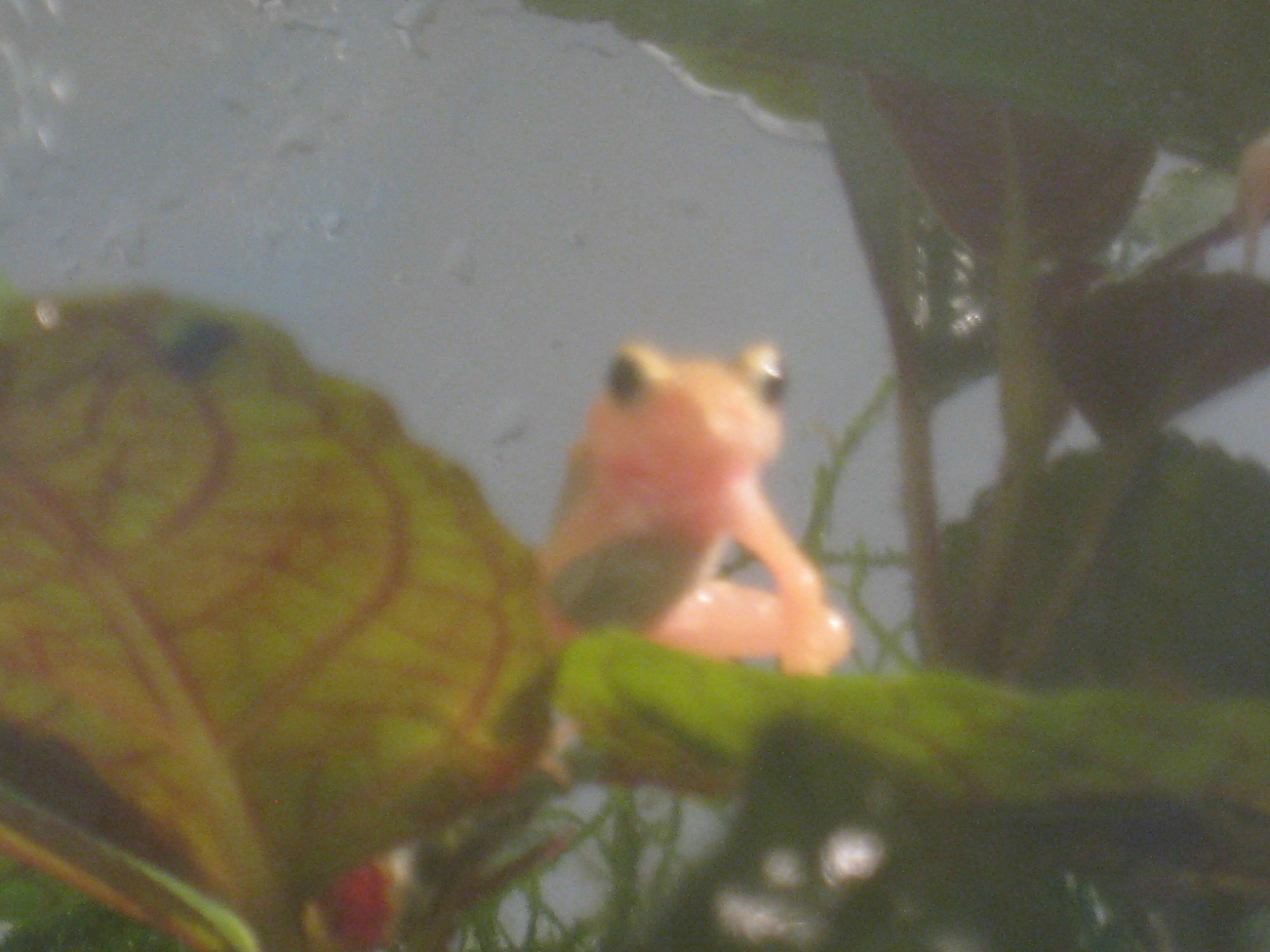
Nectophrynoides asperginis
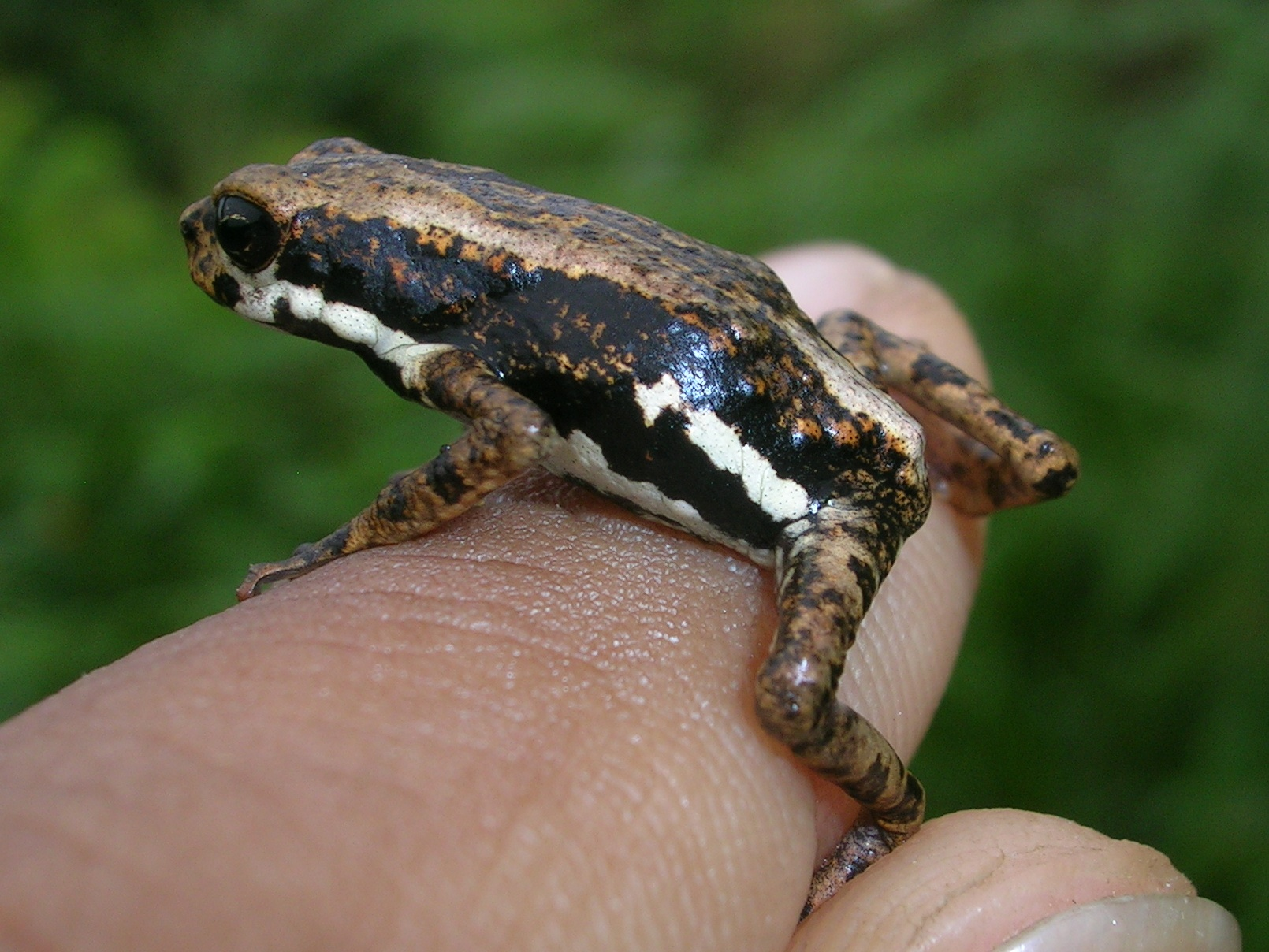
Pedostibes tuberculosus
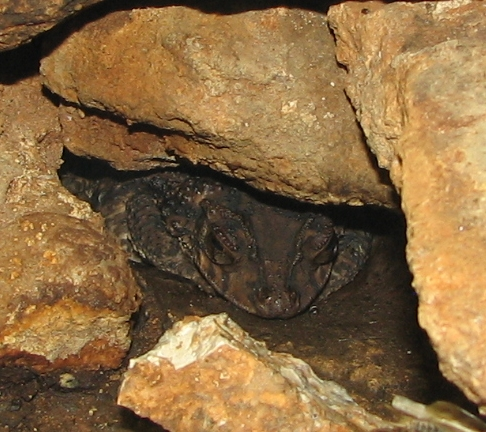
Peltophryne lemur
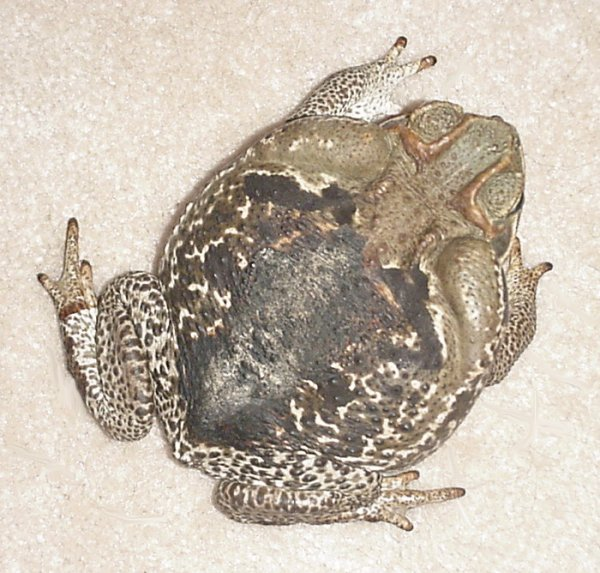
Rhinella schneideri